# Certosa di San Martino
Koordinaten: 40° 50′ 36,3″ N, 14° 14′ 28″ O
Die Certosa di San Martino (Kartause von San Martino) ist ein barocker Klosterkomplex mit Kirche in Neapel, die sich auf dem Vomero-Hügel unterhalb der Festung Sant’Elmo befindet. Sie ist seit 1866 und ihr Weinberg seit 2010 ein Nationaldenkmal Italiens. Im ehemaligen Klostergebäude befindet sich außerdem das Museo nazionale di San Martino.

## Geschichte

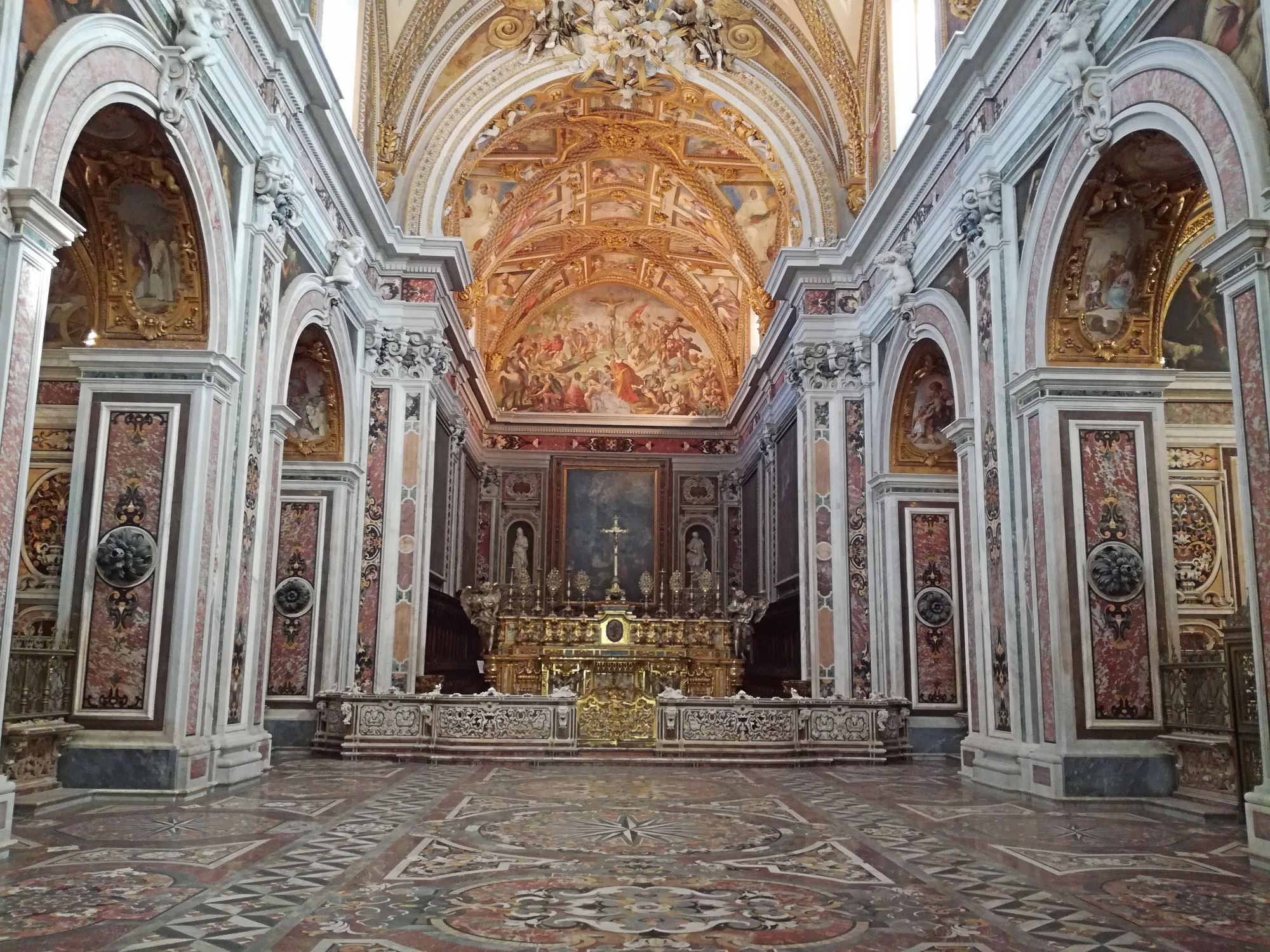
Inneres der Kirche

Die Certosa di San Martino war das zweite Kartäuserkloster in Süditalien nach San Lorenzo a Padula. Sie wurde durch Herzog Karl von Kalabrien gegründet. Die Kirche wurde am 26. Februar 1325 der Jungfrau Maria, dem Hl. Martin und allen Heiligen geweiht. Die namensgebenden Kartäuser zogen 1337 ein. Von dem einstigen gotischen Bauwerk blieben nur wenige Altäre erhalten, die sich heute im Museum in der ehemaligen Wohnung des Priors befinden.
Ende des 16. Jahrhunderts begann eine Phase intensiver Erneuerung des gesamten Bauwerks unter dem Prior Severo Turboli. Als Architekt wurde zunächst 1591 der Florentiner Giovanni Antonio Dosio berufen, der bis zu seinem Tode im Jahr 1609 am Neubau der Kartause arbeitete. Ihm folgten Giovan Giacomo Conforto und von 1623 bis 1656 Cosimo Fanzago, der u. a. der Kirche mit einem kostbaren polychromen Marmordekor ihren unvergleichlichen Charakter verlieh. Die Dekoration der Kirche und ihrer Nebenräume wie Sakristei und Schatzkammer zog sich noch bis ins 18. Jahrhundert hin, und an ihr waren die bedeutendsten Künstler ihrer Zeit beteiligt: Bildhauer wie Michelangelo Naccherino, Pietro Bernini, Lorenzo und Domenico Antonio Vaccaro und Giuseppe Sanmartino schufen den Skulpturen- und Marmordekor. Die Deckengewölbe wurden ausgemalt von Cavalier d’Arpino und seinem Bruder Bernardino Cesari, Belisario Corenzio, Giovanni Lanfranco, Paolo Finoglia und Luca Giordano. Der Hauptaltar wurde von Francesco Solimena entworfen, unter den Altarbildern sind Werke von Jusepe de Ribera, Battistello Caracciolo und Massimo Stanzione u. a.
Nach dem kurzen Zwischenspiel der Republik von 1799 und erneut unter der französischen Fremdherrschaft 1806 wurden die Kartäusermönche vertrieben. Das Klostergebäude wurde zu einem Pflegeheim für invalide Soldaten.
1866 kam die Certosa endgültig in die Hände des Staates und beherbergt seit 1867 das Museo nazionale di San Martino.

## Besonderheiten
Die Certosa ist nicht nur eins der bemerkenswertesten Beispiele des neapolitanischen Barock, sondern auch eins der bedeutendsten barocken Gesamtkunstwerke überhaupt, an dem vom Ende des 16. Jahrhunderts an zahlreiche bedeutende Künstler, Architekten, Bildhauer und Maler mitwirkten. Sie gilt vor allem als eines der Meisterwerke von Cosimo Fanzago, der für große Teile der wahrhaft spektakulären und kunstvollen Marmordekoration in der Kirche verantwortlich war; diese gehört zum Bedeutendsten, was es je auf dem Gebiet der Pietra dura-Inkrustation geschaffen wurde. Sehenswert sind auch die Sakristei, der Kapitelsaal und andere Nebenräume, sowie der berühmte Kreuzgang mit dem Friedhof der Mönche, der ebenfalls ein Werk von Fanzago ist.
Das Museum von San Martino in den ehemaligen Räumen des Klosters ist eins der wichtigsten von Neapel und beherbergt nicht nur Überreste und Altäre von der ehemaligen gotischen Ausstattung des Klosters, sondern auch eine bedeutende Sammlung von Bildern und anderen Kunstobjekten sowie zur Geschichte Neapels. Die Krippensammlung gilt als die vollständigste und wichtigste Kollektion ihrer Art in Italien, ausgestellt sind u. a. Krippenfiguren von Giuseppe Sanmartino aus dem 18. Jahrhundert.
Zur einzigartigen Schönheit des Gesamtkomplexes trägt nicht zuletzt die Lage oberhalb von Neapel bei, die wundervolle Ausblicke auf den Golf von Neapel und den Vesuv bietet.

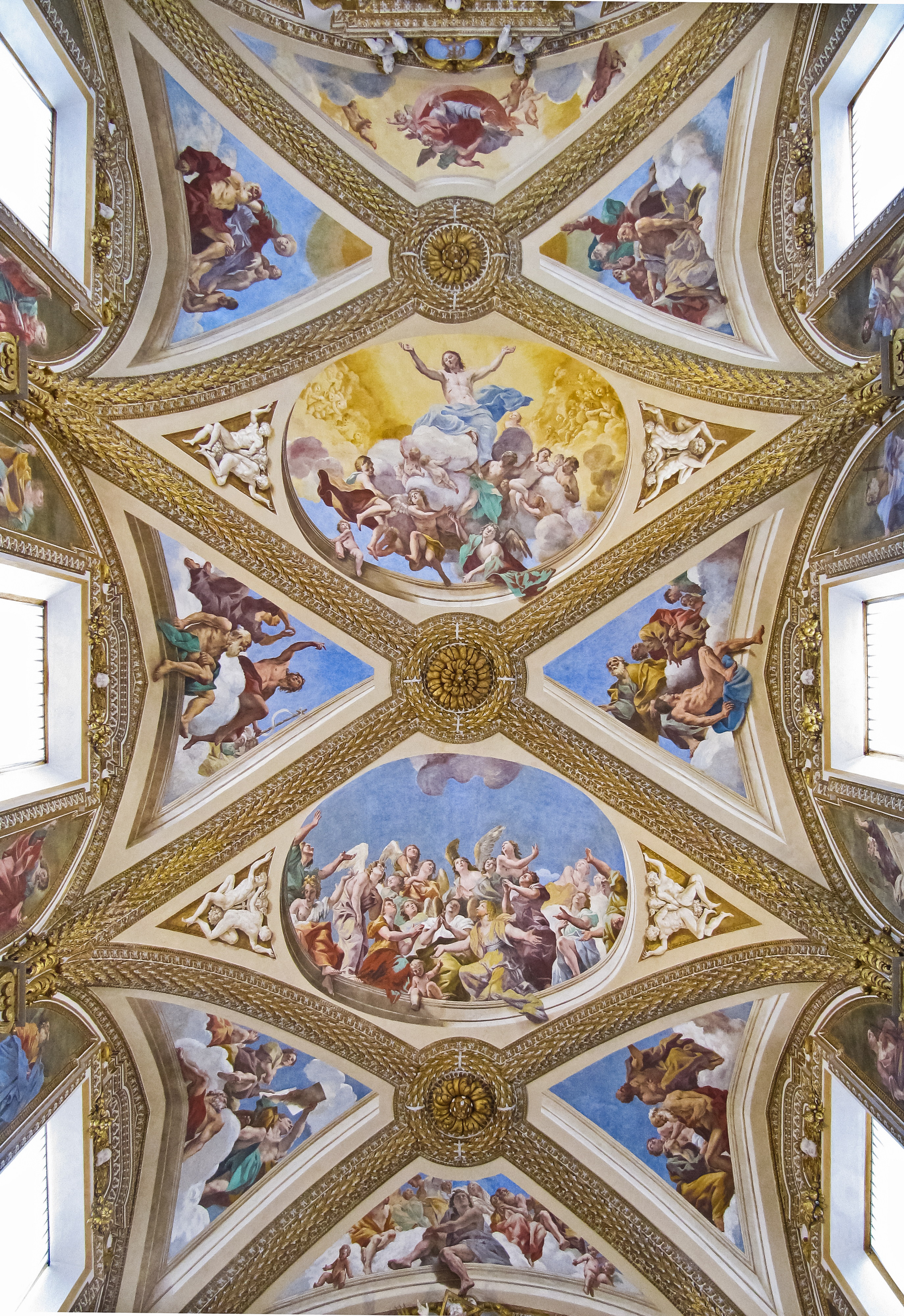
Deckenfresken von Giovanni Lanfranco im Kirchenschiff
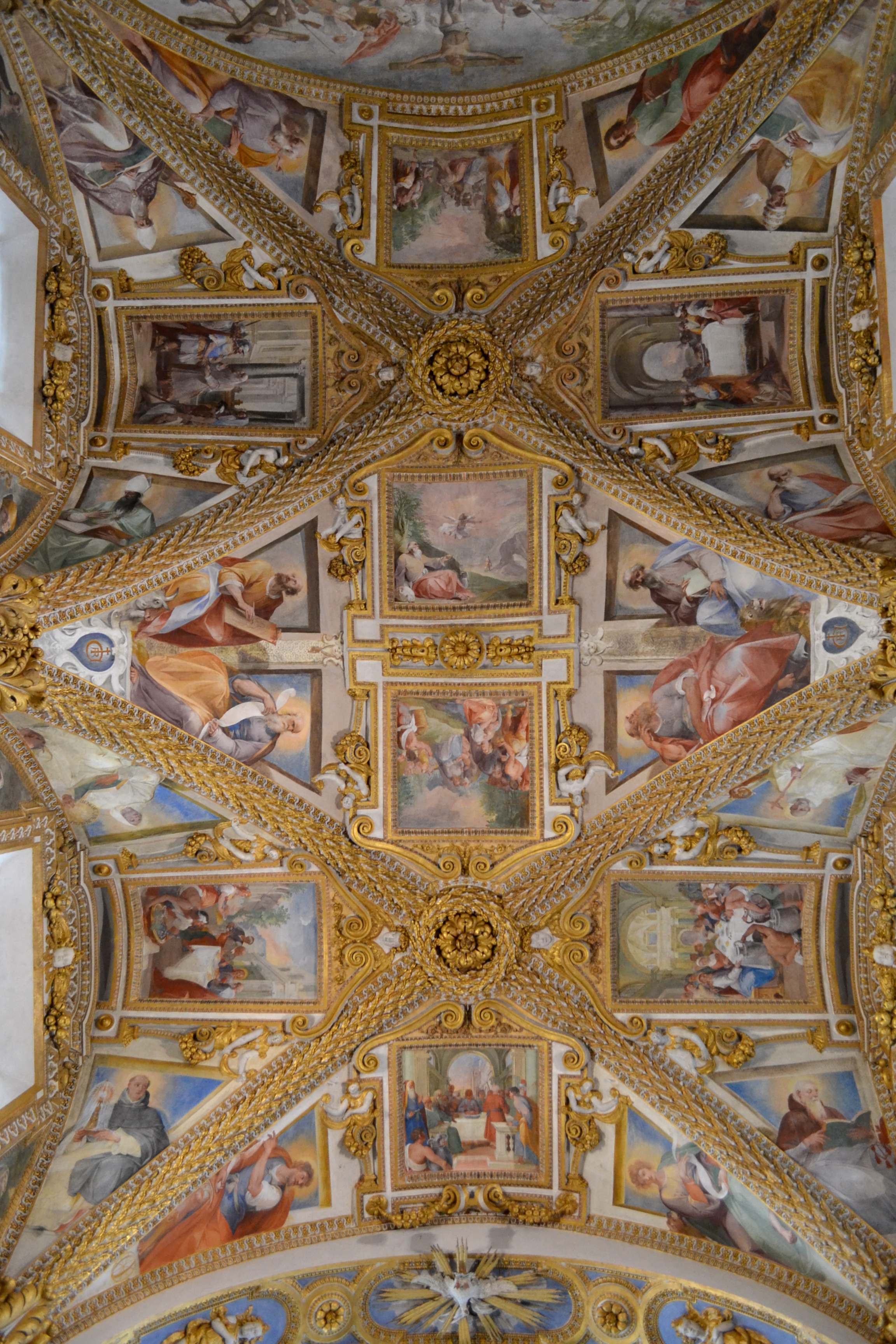
Deckenfresken von Cavalier d’Arpino und seinem Bruder Bernardino Cesari im Chorraum
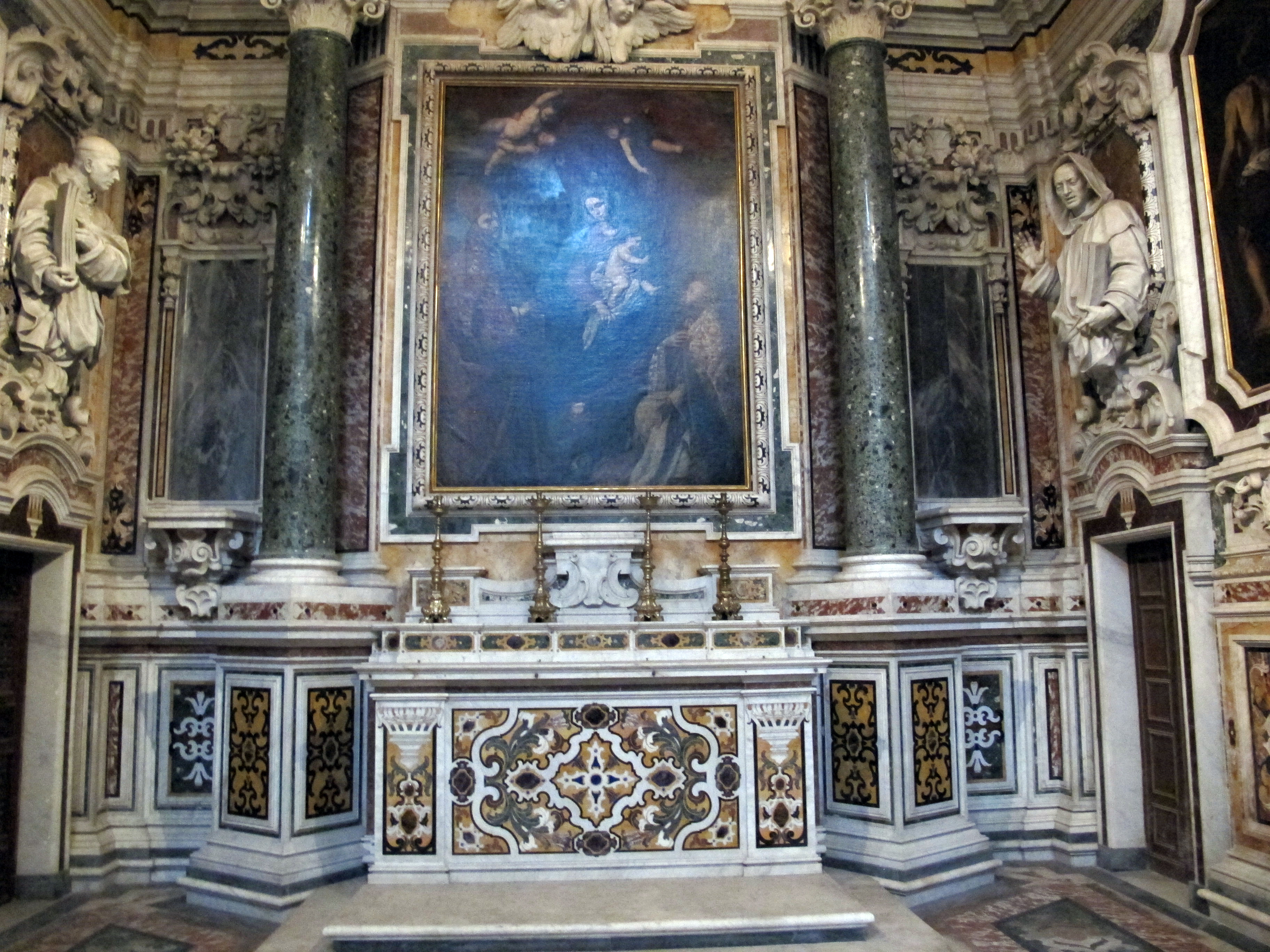
Die Cappella di Sant’Ugo
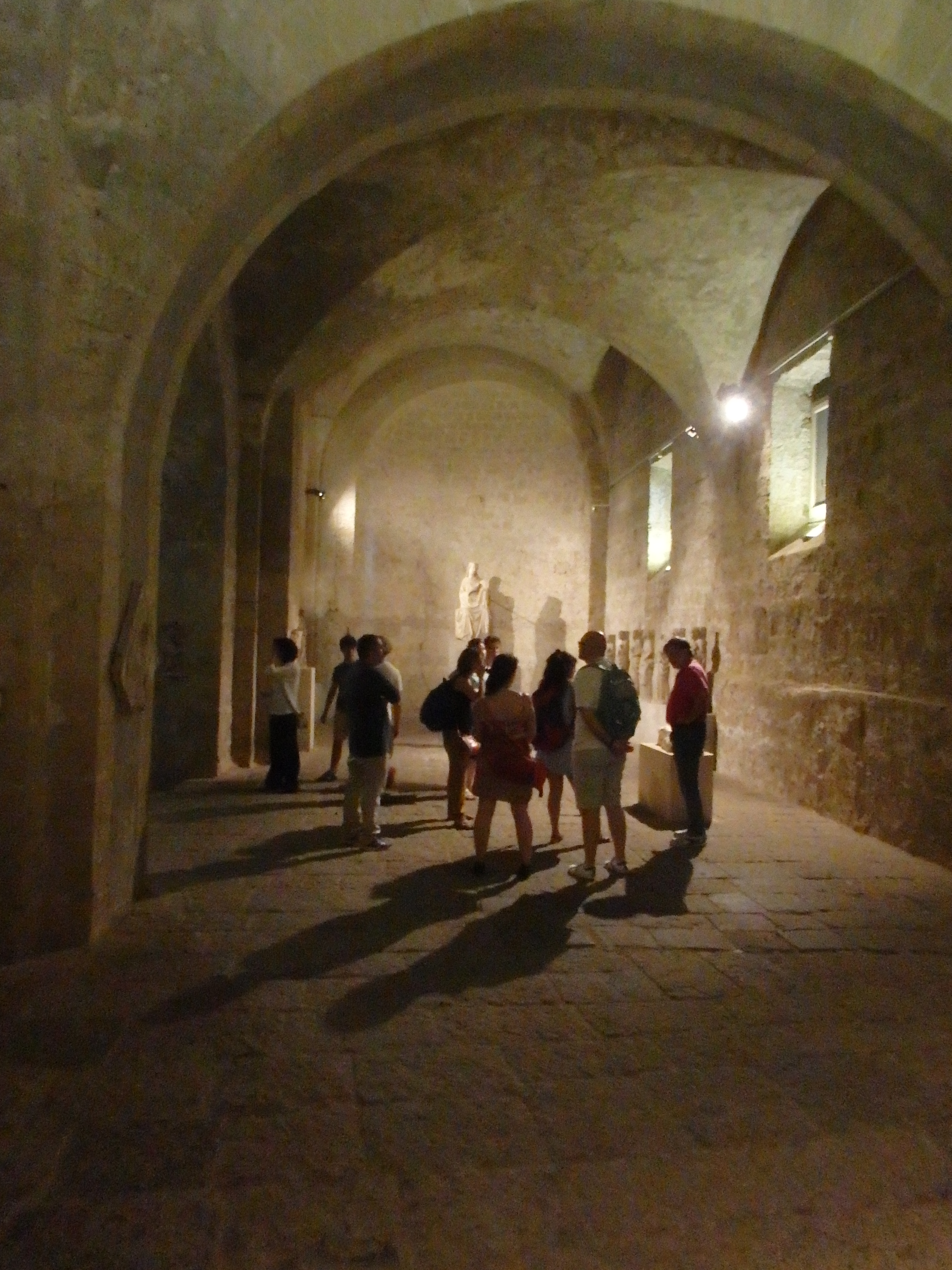
Die Dungeons
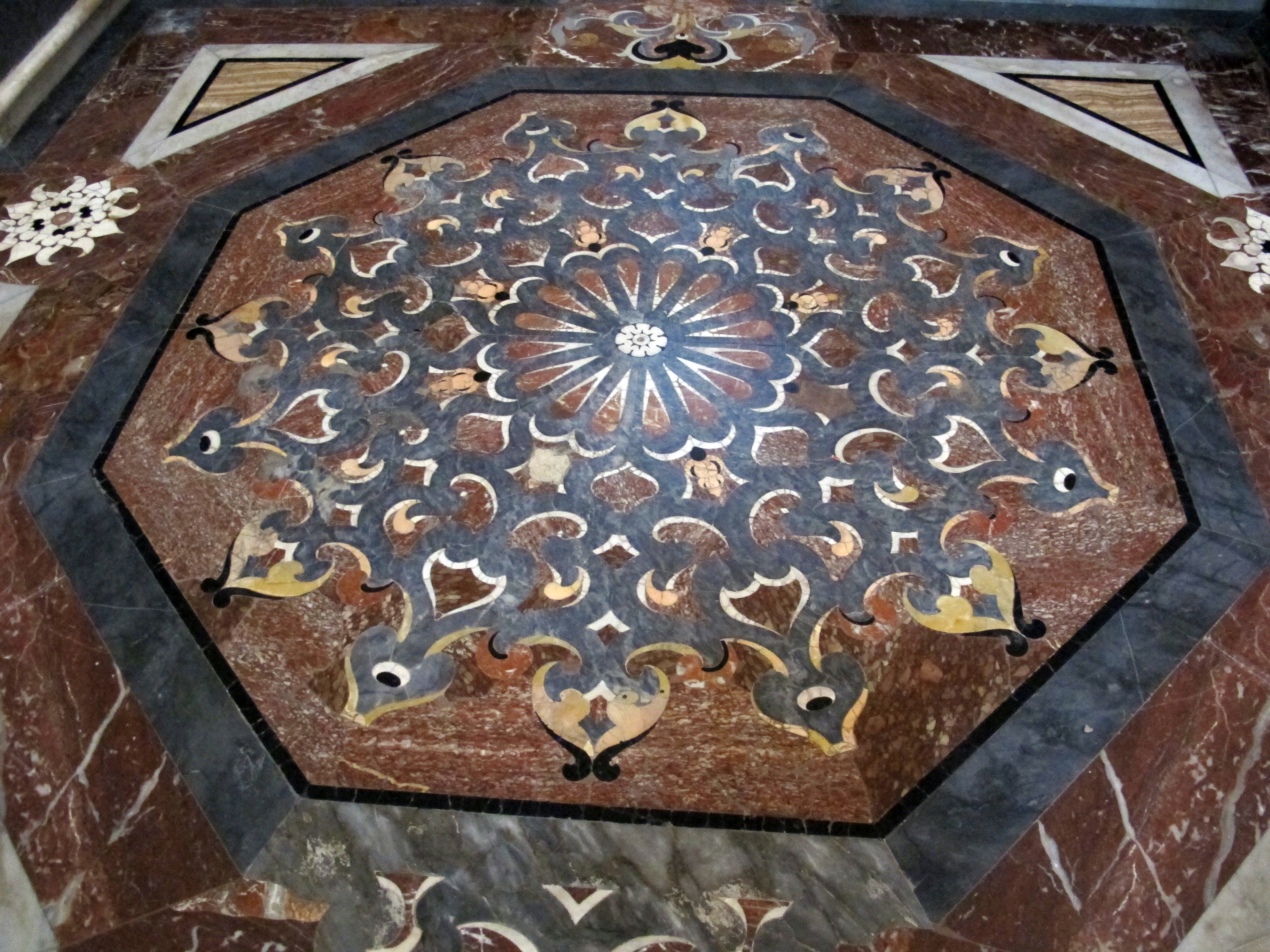
Kirchenboden mit barockem Opus sectile
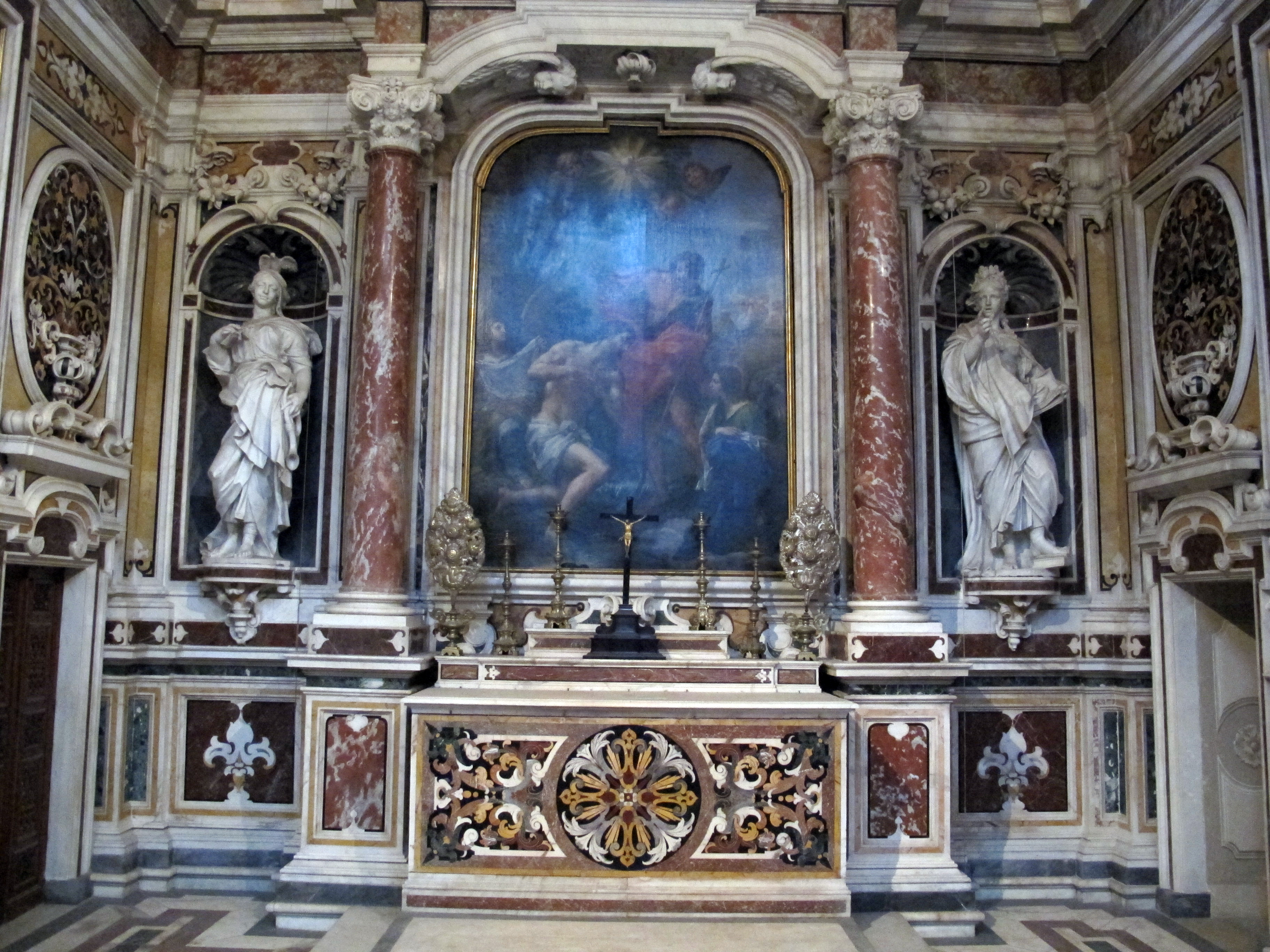
Die Cappella di San Giovanni Battista
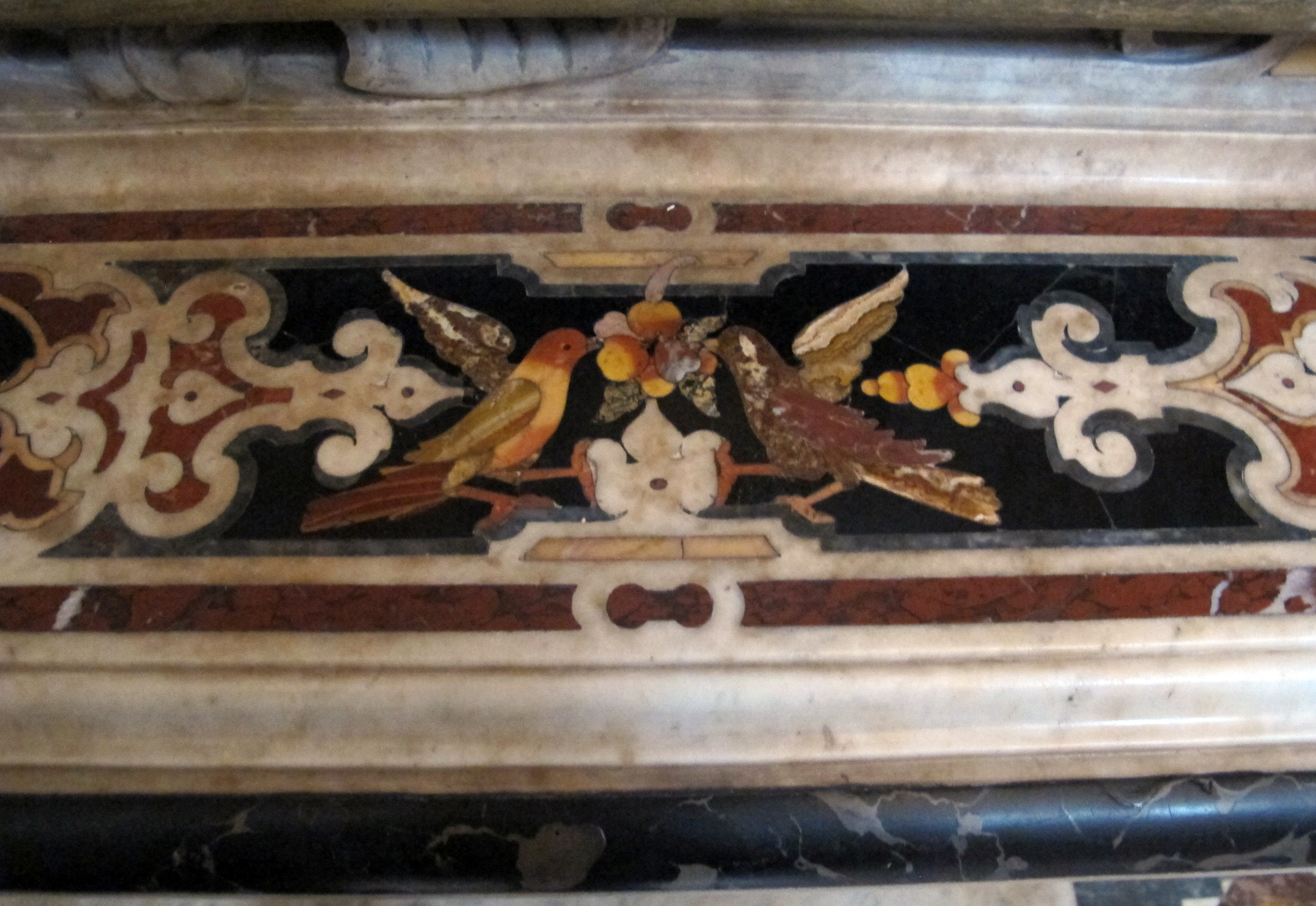
Intarsien an der Balustrade der Cappella di San Gennaro
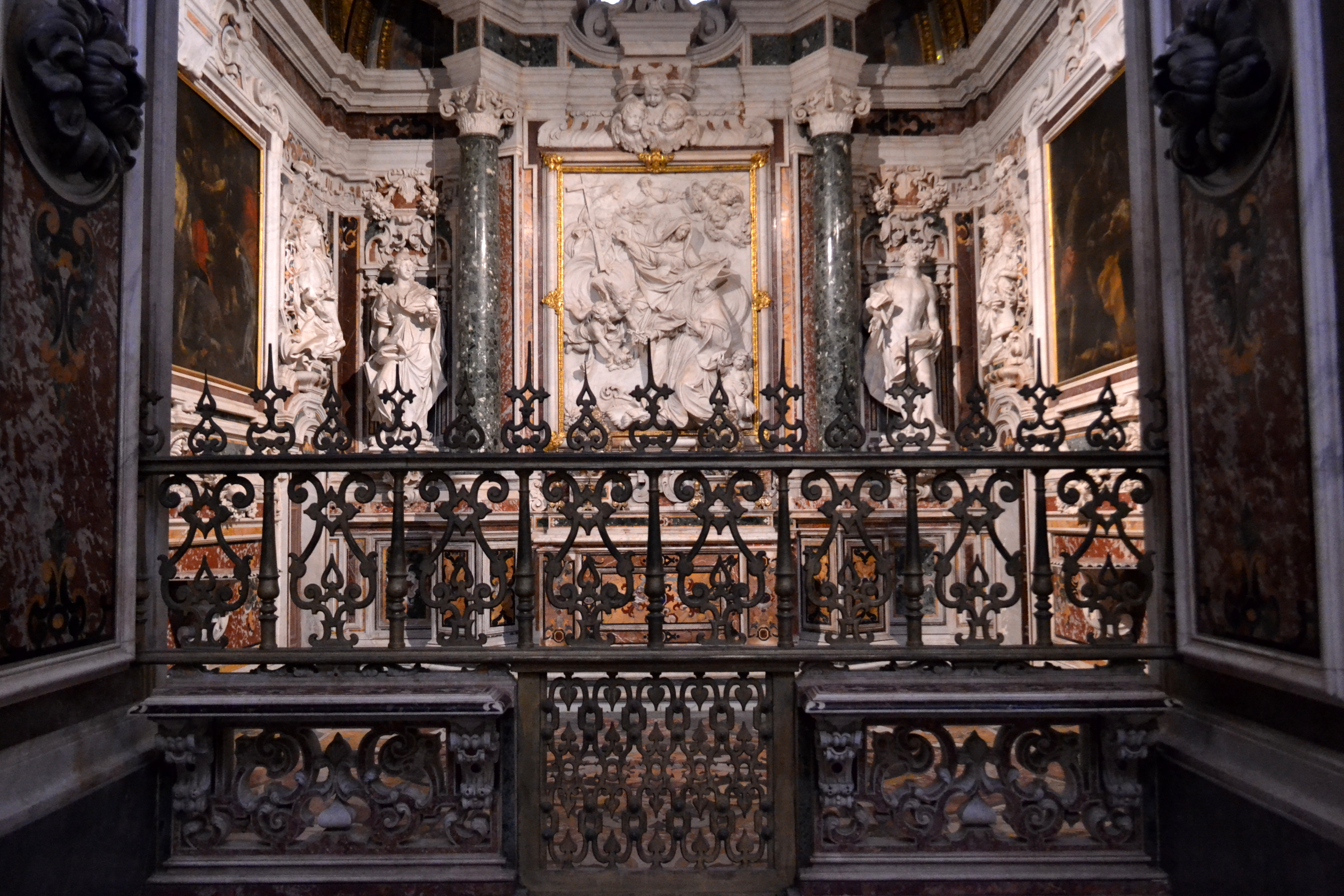
Cappella di San Gennaro
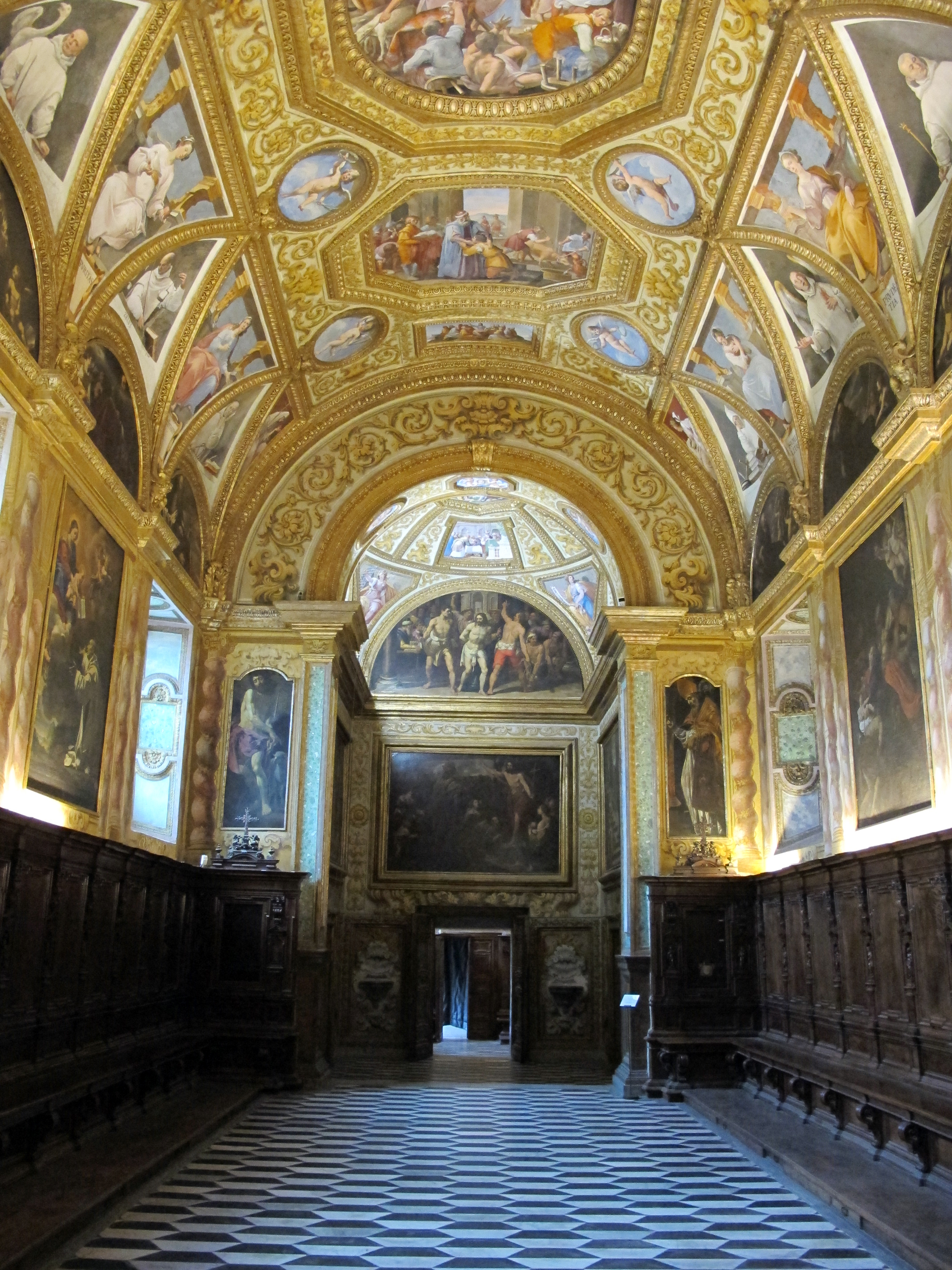
Durchgang zwischen Kapitelsaal und Parlatoio, mit Deckenfresken von Bernardino Cesari (1593)
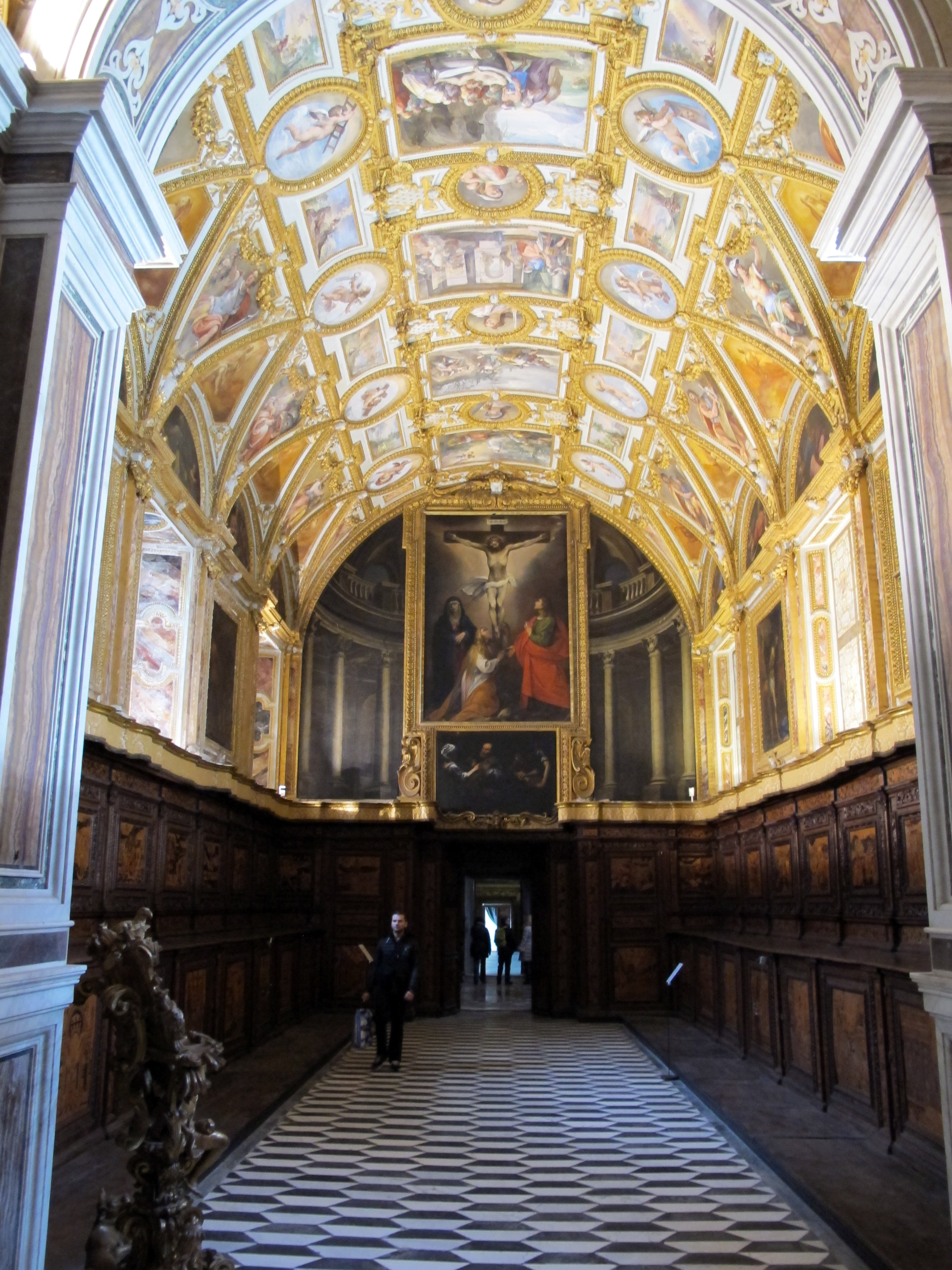
Sakristei
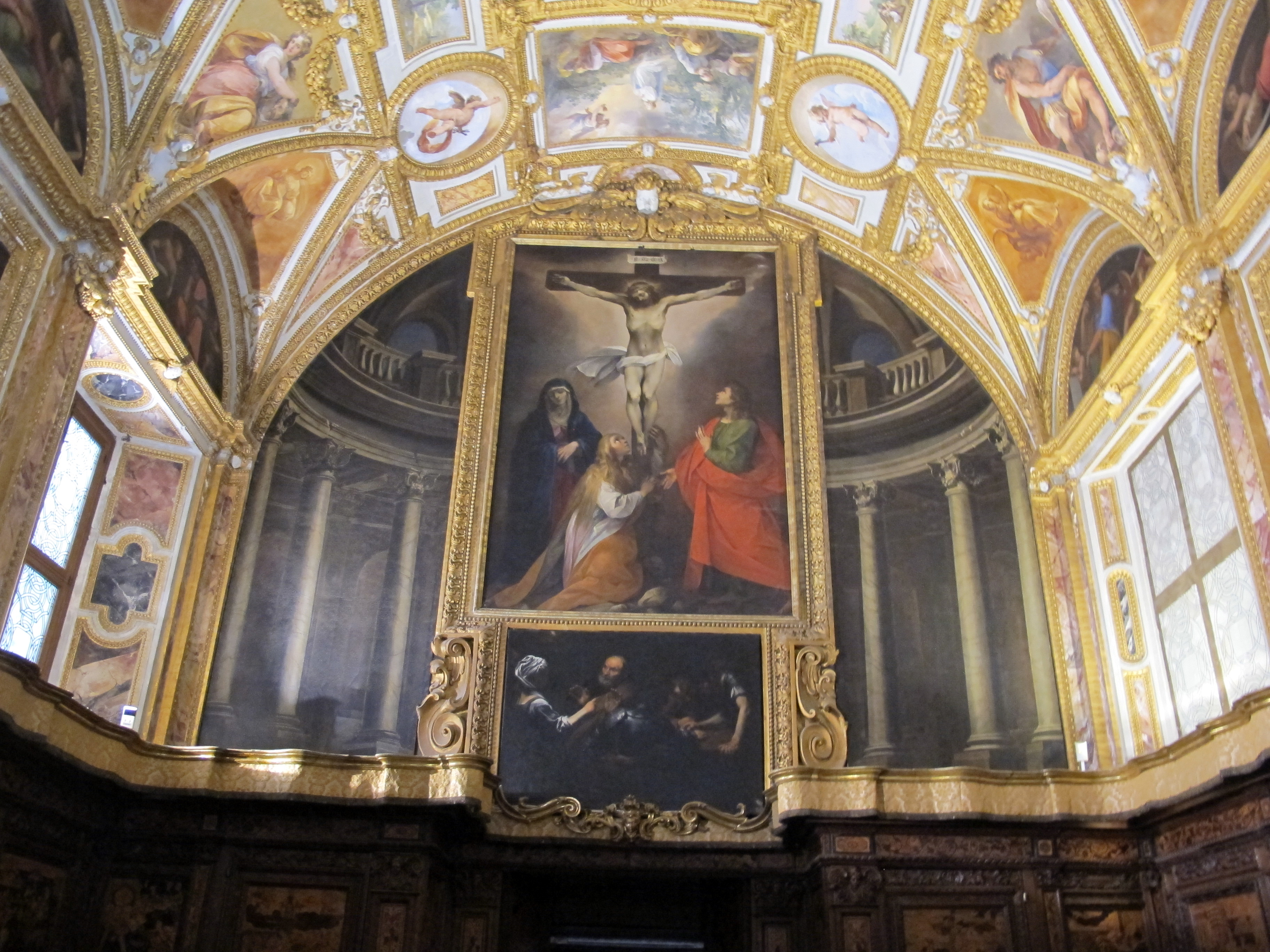
Kreuzigung von Cavalier d’Arpino in der Sakristei (1592–93)
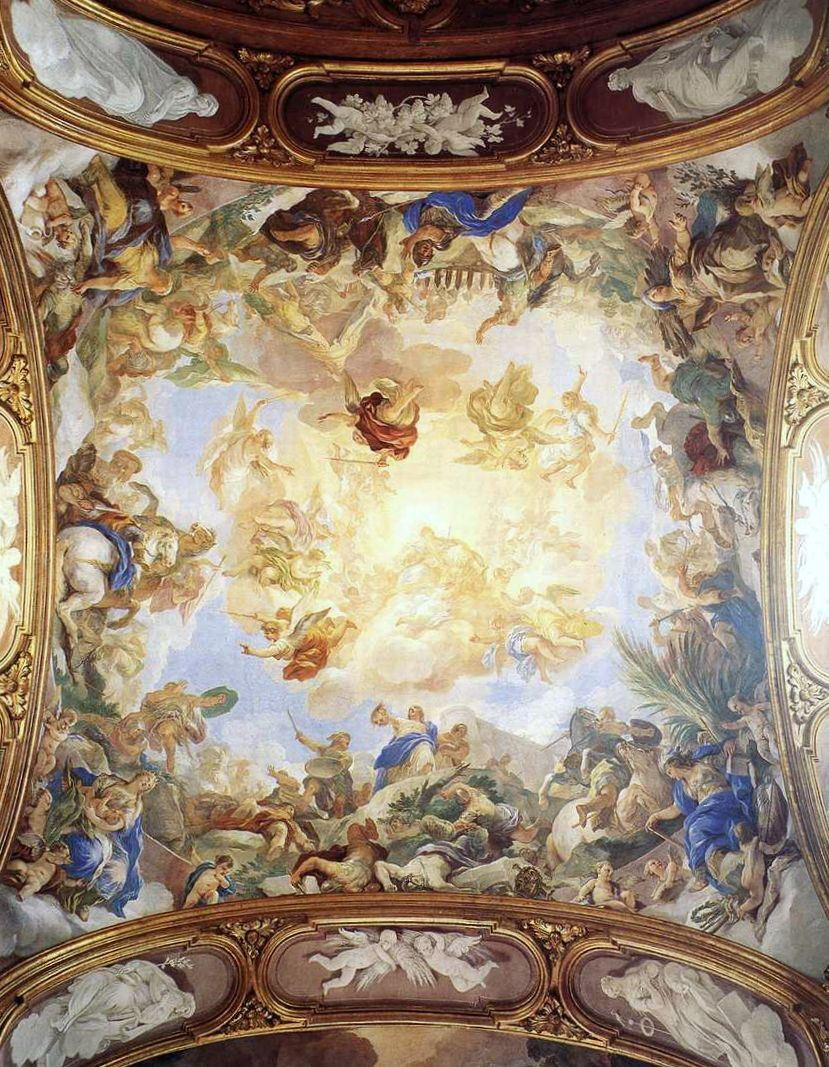
Luca Giordano: Deckenfresko Triumph der Judith im Schatzraum
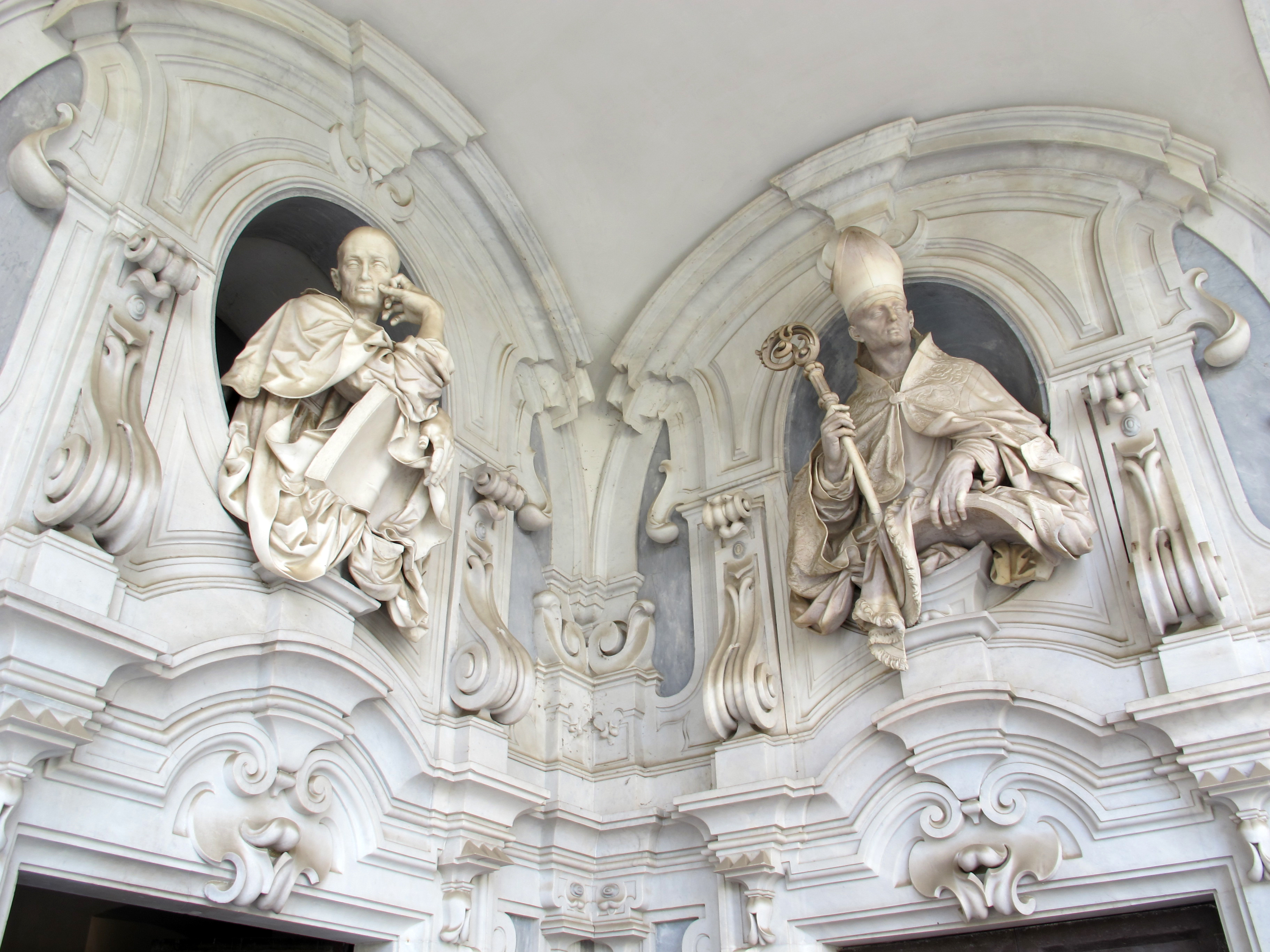
Büsten des Nicolò Albergati (links) und des Heiligen Martin (rechts) von Cosimo Fanzago und Domenico Antonio Vaccaro, Kreuzgang der Certosa di San Martino, Neapel
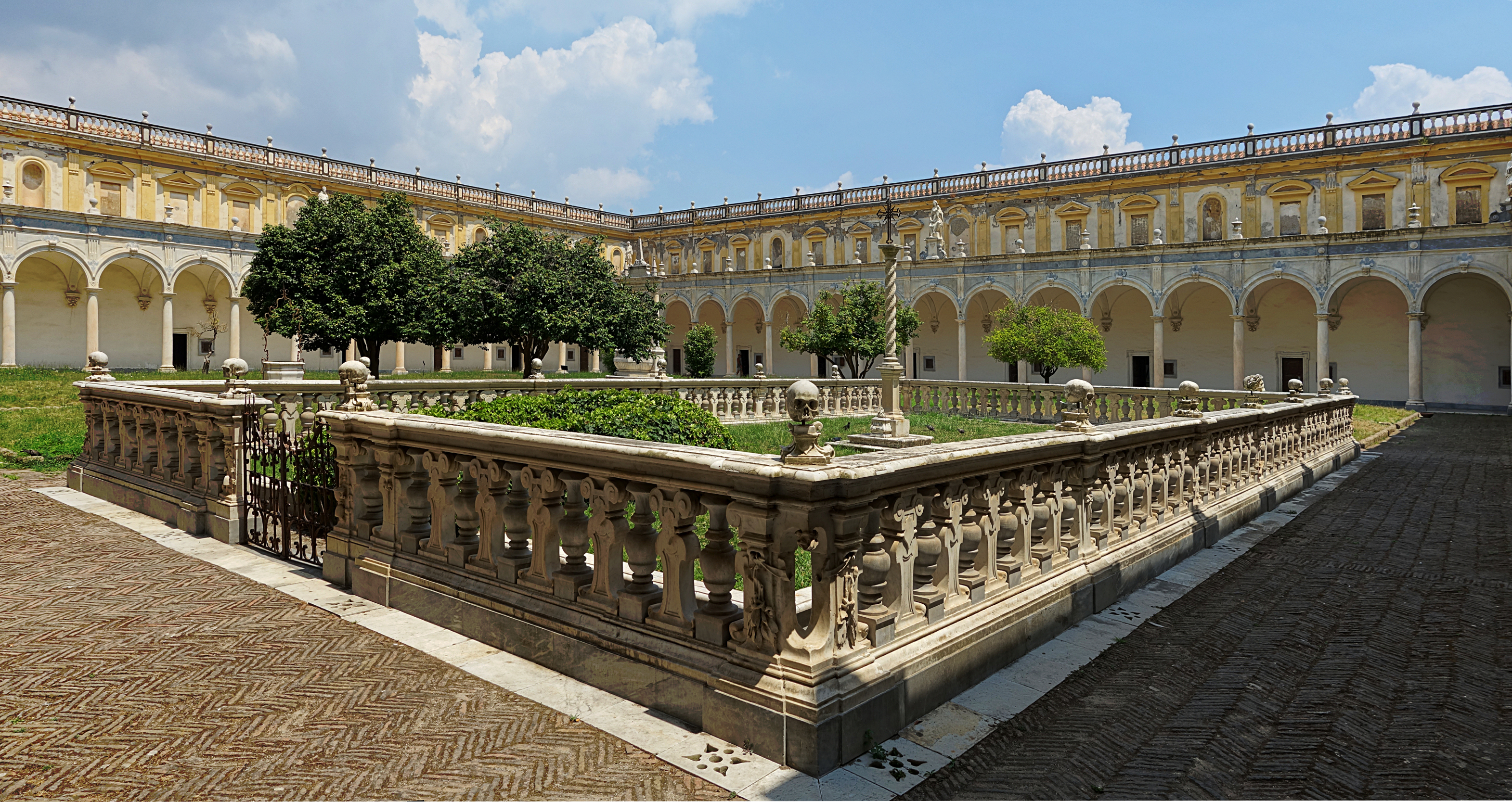
Der Kreuzgang mit Friedhof (im Vordergrund)
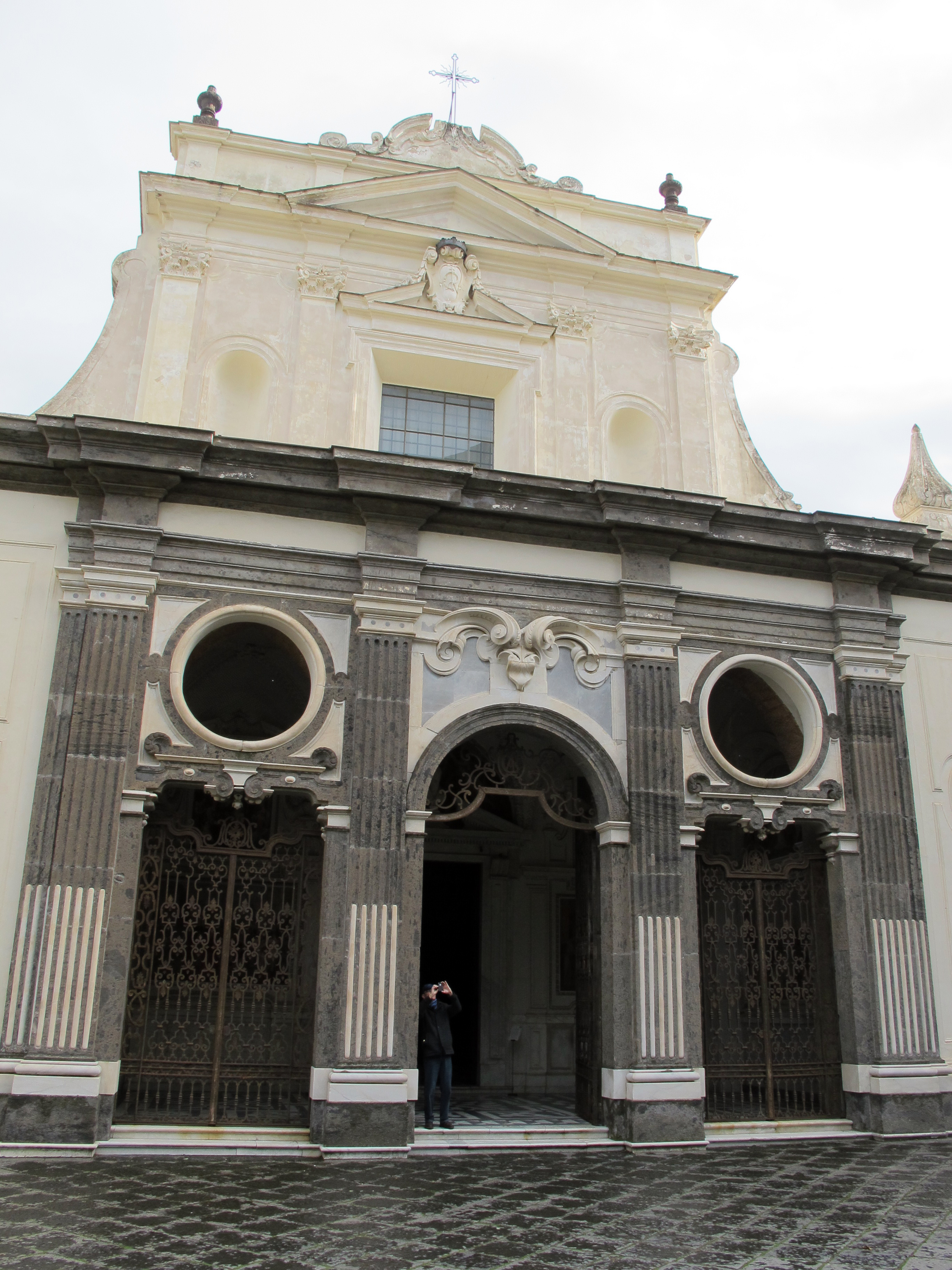
Fassade der Kirche der Certosa di San Martino